# Gislebert de Mons
Gislebert (sau Gilbert) de Mons (n. cca. 1150 – 1225) a fost un cronicar flamand, a cărui lucrare, Chronicon Hanoniense (Cronica de Hainaut) constituie o sursă esențială a unui martor ocular pentru evenimentele referitoare la patronul său, contele Balduin al V-lea de Hainaut.
Gislebert a devenit cleric și a obținut poziția de prior al bisericilor St. Germanus din Mons și St. Alban din Namur, pe lângă alte numiri ecleziastice. Potrivit documentelor oficiale, el este descris ca fiind capelan, cancelar sau notar al contelui Balduin al V-lea, care l-a angajat pentru rezolvarea unor chestiuni importante. După anul 1200, Gislebert a scris Chronicon Hanoniense, o istorie a Comitatului de Hainaut și a regiunilor învecinate mergând de la anul 1050 până la 1195 (anul în care Balduin al V-lea s-a stins din viață), care este de o valoare deosebită pentru ultima parte a secolului al XII-lea. Pe lângă lumina pe care o aduce asupra unor evenimente legate de viața și vremurile lui Balduin, cronica lui Gislebert oferă informații semnificative despre persoane și chestiuni politice petrecute în Franța și în Imperiu, cu trimiteri la personaje precum contele Filip I de Flandra, Filip August regele Franței sau împăratul Frederic I Barbarossa. Preocuparea lui Gislebert pentru căsătoriile nobiliare face din cronica sa o sursă de neînlocuit pentru cercetările genealogice. În trecere, el oferă date despre cruciade, viață politică, femei nobile, vieți de sfinți, relații feudo-vasalice, tradiții și obiceiuri și în special chestiuni militare, cu relatări amănunțite asupra diverselor asedii, campanii sau turniruri.

## Bibliogafie
- Acest articol conține text din Encyclopædia Britannica 1911, o publicație aparținând domeniului public.
- Chronicle of Hainaut by Gilbert of Mons, (trad. Laura Napran), Boydell, 2005. ISBN 1-84383-120-1